# Kužiš?!
Kužiš?! je subotički časopis za mladež na hrvatskom jeziku.
Izlazi od srpnja 2007. kao podlistak tjednika na hrvatskom jeziku Hrvatska riječ i to zadnjeg petka u mjesecu. Veličine je 24 stranice.
Koncept lista je napravila udruga "KroV". Ona ga je i pokrenula u suradnji s nakladničkom ustanovom "Hrvatska riječ". 
Tematska područja koja pokriva su teme omiljene mladeži: glazba, šport i ina zabava.
Cilj djelovanja lista je okupljanje mladeži hrvatske zajednice u Vojvodini te poticati istu na pisanje i čitanje tekstova na materinjem hrvatskom jeziku, kao i podizanje i buđenje svijesti i zanimanja za stanje vlastite nacionalne zajednice.

## Vanjske poveznice i izvori
- Hrvatska riječ  Arhivirana inačica izvorne stranice od 25. svibnja 2009. (Wayback Machine) Kužiš
- KroV  Arhivirana inačica izvorne stranice od 25. lipnja 2009. (Wayback Machine) CroV - Što je Kužiš?!?